# Kwan (groupe)
Pour les articles homonymes, voir Kwan.
Kwan est un groupe finlandais de pop et de hip-hop. Plus visible membres de la bande sont les deux chanteurs Mariko (Mari Liisa Pajalahti) et Tidjan (Ossi Tidiane Bah). Le groupe a commencé comme groupe de hip-hop, mais aujourd'hui ses chansons contiennent plus de rap. 
Son premier album, Dynasty, fut disque de platine en Finlande, quant au second, The Die Is Cast, il fut consacré double platine.
Leur Label est Universal Music Group.

## Anecdotes
Au printemps 2007, le leader du groupe Mariko participe à la deuxième saison de Dancing with the Stars finlandais il a dansé avec Aleksi Seppänen. Contrairement aux attentes, et malgré l'absence du fond bal dansant, ils ont mis le feu, ayant ainsi des chances de favori - sur tout le trajet aller et il a gagné la compétition. Le 22 avril 2007, ils ont gagné la finale contre Sari Siikander et Mikko Ahti.

## Discographie

### Albums
| Date de sortie | Titre                  | Label                 |
| 2001           | Dynasty                | Universal Music Group |
| 2002           | The Die Is Cast        | Universal Music Group |
| 2004           | Love Beyond This World | Universal Music Group |
| 2006           | Little Notes           | Universal Music Group |

### Singles
| Date de sortie | Titre                       | Label                 |
| 2001           | Padam                       | Universal Music Group |
| 2001           | Microphoneaye               | Universal Music Group |
| 2001           | Late                        | Universal Music Group |
| 2001           | Rock Da House               | Universal Music Group |
| 2002           | The Die Is Cast             | Universal Music Group |
| 2002           | I Wonder                    | Universal Music Group |
| 2002           | Rain                        | Universal Music Group |
| 2002           | Shine                       | Universal Music Group |
| 2002           | Chillin' At The Grotto      | Universal Music Group |
| 2004           | Unconditional Love          | Universal Music Group |
| 2004           | Decadence Of The Heart      | Universal Music Group |
| 2004           | Sharks In The Bloody Waters | Universal Music Group |
| 2006           | Diamonds                    | Universal Music Group |
| 2006           | Tainted Love                | Universal Music Group |

## Dynasty
Cette association a été créée par Kwan, The Rasmus et Killer (groupes finnois). Les fondateurs de cette association sont Pauli Rantasalmi et Lauri Ylönen. Dynasty sert à aider les jeunes groupes finlandais à se développer au niveau international. Pauli Rantasalmi et Lauri Ylönen ont créé un studio à Helsinki, qu'ils ont appelé Dynasty Recording.